# Benna
Benna (en piamontés, Bënna) es una localidad italiana situada en la provincia de Biella, en Piamonte. Tiene una población estimada, a fines de noviembre de 2021, de 1144 habitantes.

## Evolución demográfica
| Gráfica de evolución demográfica de Benna entre 1861 y 2021 |
|                                                             |
| Fuente ISTAT - elaboración gráfica por Wikipedia            |